# Birgitta Hellstrand
Ingrid Vera Birgitta Hellstrand, född Jaremark den 16 januari 1935 i Karlskrona, död den 21 februari 2019 i Stockholm, var en av Sveriges första programpresentatörer ("hallåor") i Sveriges Television.
Hellstrand anställdes 1957 och blev Göteborgs-tv:s första hallåa. Hon var från 1974 verksam som gallerist i Göteborg. Hon tävlade 1987 i den första upplagan av På spåret.
Hellstrand är mor till Kristoffer Hellstrand, Johanna Kjellberg och Amanda Undin samt mormor till internetprofilen Pewdiepie (Felix Kjellberg).
Birgitta Hellstrand är begravd på Fiskebäckskils kyrkogård.